# Punch-Out!! (videogioco 2009)
Punch-Out!! (conosciuto anche come Punch-Out Wii) è un videogioco del 2009, edito da Nintendo per Wii, e appartiene alla serie Punch-Out!!. In questo gioco è possibile giocare con la Wii Balance Board. Il gioco è un Nintendo Select., inedito però in Europa.

## Modalità di gioco
Mantenendo la stessa atmosfera e lo stesso stile di gameplay del Punch-Out!!! originale, la versione per Nintendo Wii permette di giocare nei panni di Little Mac e farsi strada attraverso un totale di 13 avversari, di cui uno inedito (a cui si aggiunge Doneky Kong, esclusivo in una modalità sbloccabile nel corso del gioco). Il gioco consente tre schemi di controllo: coppia Wii Remote-Nunchuk, tris di Wii Remote, Nunchuk e Wii Balance Board, e solo Wii Remote, impugnato ai lati nel tradizionale schema a due tasti.
Ad ogni incontro, i due contendenti si affidano ai riflessi, e il giocatore deve sconfiggere l'avversario schivando o bloccando i suoi attacchi per poi contrattaccare colpendogli la testa o il busto. Il giocatore otterrà fino a un massimo di tre stelle colpendo l'avversario in particolari momenti, per esempio quando l'altro schernisce Mac o sorride, e le si usano per usare Star Punches, che infliggono gravi danni, ma le si perdono quando si viene colpiti. Ogni pugile dispone di una barra stamina: se quella di un giocatore la finisce, bisogna premere certi tasti il più in fretta possibile per evitare la sconfitta; nel caso si metta al tappeto un personaggio non giocabile, si possono premere dei tasti per recuperare la propria stamina. I giocatori umani dispongono anche di un contatore di cuori, che cala quando si viene colpiti, si blocca un colpo avversario o si viene bloccati a propria volta; un contatori pari a zero rende il giocatore incapace di attaccare e difendersi fino a che non riesce a schivare un attacco. Una partita finisce per KO (se un pugile non riesce a rialzarsi entro 10 secondi dopo essere stato messo al tappeto, per TKO (KO tecnico, se un pugile viene messo al tappeto tre volte in un solo round) o per decisione (se dopo tre round non c'è KO o TKO). Nel caso di alcuni avversari, Mac può conseguire un KO automatico infliggendo uno Star Punch al momento giusto, a prescindere dalla stamina o dal numero di volte in cui chiunque sia stato messo al tappeto.
La modalità a giocatore singolo include due modalità di gioco: Carriera ed Esibizione. La Carriera inizia in modalità Contendente, dove Mac deve scalare le classifiche della World Video Boxing Association attraverso i Circuiti Minore, Maggiore e Mondiale. Vinto il Campionato Mondiale, viene sbloccata la modalità Title Defense, dove Mac deve ora difendere la sua cintura di Campione del Mondo contro gli altri avversari, i quali possiedono un set di mosse aggiornato (per esempio, King Hippo ora protegge il suo stomaco con un tombino). Finita anche la modalità Title Defence sbloccherà la modalità Mac's Last Stand, una modalità sopravvivenza dove il giocatore affronta una serie di avversari infiniti e in ordine casuale, a cui si aggiunge Donkey Kong. Una volta totalizzate tre sconfitte, Mac si ritirerà dal mondo della boxe e la modalità Carriera sarà disabilitata per il salvataggio del giocatore, il quale dovrà cominciarne uno nuovo per rigiocare la Carriera. Nell'Esibizione, sarà possibile affrontare qualsiasi avversario affrontato nelle modalità Contendente o Title Defense, nel tentativo di completare obiettivi speciali, o far pratica contro un ologramma del loro avversario. Se si vincono 10 incontri nella modalità Mac's Last Stand, nell'Esibizione verrà sbloccata l'opzione Modalità Campione, nella quale un singolo colpo metterà Mac al tappeto.
Per la prima volta nella serie, è disponibile una modalità multigiocatore a schermo diviso nella quale Mac sfiderà un suo clone dal colore diverso. Se un giocatore raccoglie abbastanza potenza, il che è fattibile schivando tutte le mosse, il suo personaggio potrà trasformarsi per un breve periodo di tempo nella forma Giga Mac, capace di infliggere danni pazzeschi all'avversario.

## Pugili
Tutti i personaggi presenti in questo gioco hanno fatto parte (con la sola esclusione di Disco Kid, personaggio inedito) almeno una volta ad una precedente versione delle Serie. Ritornano tutti i personaggi presenti nella versione NES (eccetto Mike Tyson/Mr. Dream), e completano il roster dei boxer due personaggi: Bear Hugger, introdotto nella versione cabinata e ripreso nella versione per SNES, e Aran Ryan, introdotto sempre nella versione SNES.
Questa è la lista, in ordine di apparizione:
- Little Mac
- Glass Joe
- Von Kaiser
- Disco Kid (personaggio inedito)
- King Hippo (detentore della cintura del "Circuito Minore")
- Piston Hondo
- Bear Hugger
- Great Tiger
- Don Flamenco (detentore della cintura del "Circuito Maggiore")
- Aran Ryan
- Soda Popinski
- Bald Bull
- Super Macho Man
- Mr. Sandman (detentore del titolo "Campione dei Pesi Massimi" del Circuito Mondiale)
- Donkey Kong

## Distribuzione
In questo gioco, i personaggi hanno le voci degli attori nativi.
| Personaggio     | Doppiatore         |
| --------------- | ------------------ |
| Little Mac      | Matt Harty         |
| Doc Louis       | Riley Inge         |
| Mr. Sandman     | Riley Inge         |
| Glass Joe       | Christian Bernard  |
| Von Kaiser      | Horst Laxton       |
| Disco Kid       | Donny Lucas        |
| King Hippo      | Scott McFadyen     |
| Piston Hondo    | Kenji Takahashi    |
| Bear Hugger     | Richard Newman     |
| Great Tiger     | Sumit Seru         |
| Don Flamenco    | Juan Amador Pulido |
| Aran Ryan       | Stephen Webster    |
| Soda Popinski   | Ihor Mota          |
| Bald Bull       | Erse Yagan         |
| Super Macho Man | Mike Inglehart     |
| Donkey Kong     | Takashi Nagasako   |

## Filmati
Il gioco, prima di affrontare ogni pugile, mostra dei filmati introduttivi inerenti ai pugili stessi.

## Sviluppo
Il gioco è stato sviluppato da Next Level Games, che aveva già collaborato con Nintendo per giochi come Super Mario Strikers. L'idea di riproporre su Wii il classico Punch-Out!! per NES risale al lancio della console.
Nintendo ha voluto che questa versione richiamasse il più possibile l'originale, con i controlli classici in stile NES riprodotti attraverso il movimento del Wii Remote.
Il produttore del gioco Kensuke Tanabe ha descritto in un'intervista lo sviluppo come uno sforzo collaborativo tra la gente di Next Level Games e di Nintendo per ottenere un prodotto capace di sfruttare le possibilità della console mantenendo uno stretto collegamento con il titolo per NES. Alcune aggiunte al gioco sono state eliminate dal prodotto finale, quali la modalità multiplayer online.
L'inclusione di Donkey Kong deriva da un suggerimento di un dipendente di Nintendo of America. Tanabe avrebbe voluto includere anche la Principessa Peach ma l'idea fu abbandonata a causa del problema della violenza nei confronti delle donne.

## Doc Louis's Punch-Out!!
Doc Louis's Punch-Out!! è un titolo spin-off, che è stato pubblicato su WiiWare come premio Platinum per i membri del Club Nintendo, in Nord America, il 27 ottobre 2009. Il gioco, che si svolge prima del gioco principale, vede il piccolo Mac allenarsi con il suo allenatore, Doc Louis, attraverso tre partite progressivamente difficili. Questo titolo non è compatibile con la Wii Balance Board.